# 1994 YH1
1994 YH1 är en asteroid i huvudbältet som upptäcktes den 31 december 1994 av den japanska astronomen Takao Kobayashi vid Ōizumi-observatoriet.
Asteroiden har en diameter på ungefär 2 kilometer.